# (173) Ino
(173) Ino és un asteroide que forma part del cinturó d'asteroides i va ser descobert l'1 d'agost de 1877 per Alphonse Louis Nicolas Borrelly des de l'observatori de Marsella, a França.
Està anomenat així per Ino, un personatge de la mitologia grega.

## Característiques orbitals
Ino orbita a una distància mitjana del Sol de 2,744 ua, i pot allunyar-se'n fins a 3,309 ua. La seva inclinació orbital és 14,21° i l'excentricitat 0,206. Completa una òrbita al voltant del Sol als 1.660 dies.